# NGC 3077
NGC 3077は、小さく、攪乱された楕円銀河であり、おおぐま座の方角にあるM81銀河群の1つである。見かけは楕円銀河と似ているが、2つの理由から特異銀河に分類されている。1つ目は、恐らく近隣のより大きな銀河との重力相互作用の結果、縁が明確ではなく、まばらな塵の雲が見られる点である。2つ目は、活動銀河核を持つ点である。このため、1943年にカール・セイファートは、これを現在セイファート銀河と呼ばれている自身のリストに追加した。しかし、NGC 3077は輝線銀河ではあるものの、今日ではセイファート銀河には分類されていない。
NGC 3077は、1801年11月8日にウィリアム・ハーシェルにより発見された。ウィリアム・ヘンリー・スミスは、「明るく丸い星雲。透明な白色で、中央部が輝いている。恒星の間の空は極度に黒色で、そのためこの星雲が想像を絶する距離の中、無限の空間に浮かんでいるように見える」と語っている。

## 距離の測定
NGC 3077までの距離の測定が少なくとも2種類の方法を用いて行われている。表面輝度関数(SBF)では、銀河バルジの見た目の粒状性に基づいて渦巻銀河までの距離を推定する。この方法を用いてNGC 3077までの距離は13.2 ± 0.8百万光年と推定された。しかしNGC 3077は、距離の推定にw:Tip of the red giant branch(TRGB)法が適用できるのに十分近くにあり、この方法で推定すると、距離は12.5 ± 1.2百万光年であった。平均して、推定距離は12.8 ± 0.7百万光年とされる。